# Vergölst
Die Vergölst GmbH ist eine Handelskette für Reifen- und Autoservice, die über 450 Niederlassungen in Deutschland verfügt. Der Schwerpunkt liegt auf dem Reifenhandel und dem Reifenservice für Pkw und Lkw. Vergölst ist heute ein Tochterunternehmen der Continental AG.

## Unternehmensgeschichte

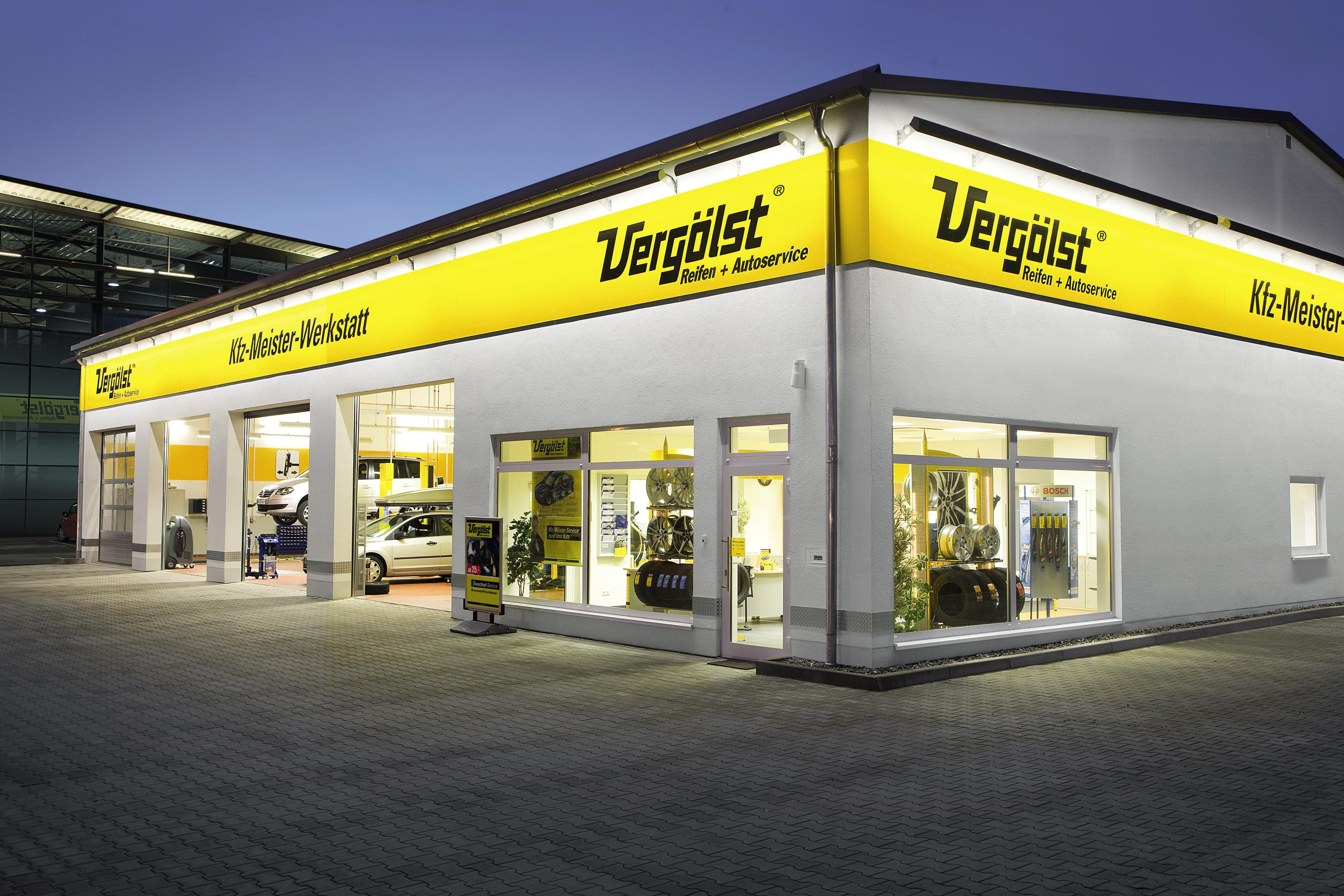
Vergölst in Neu-Ulm

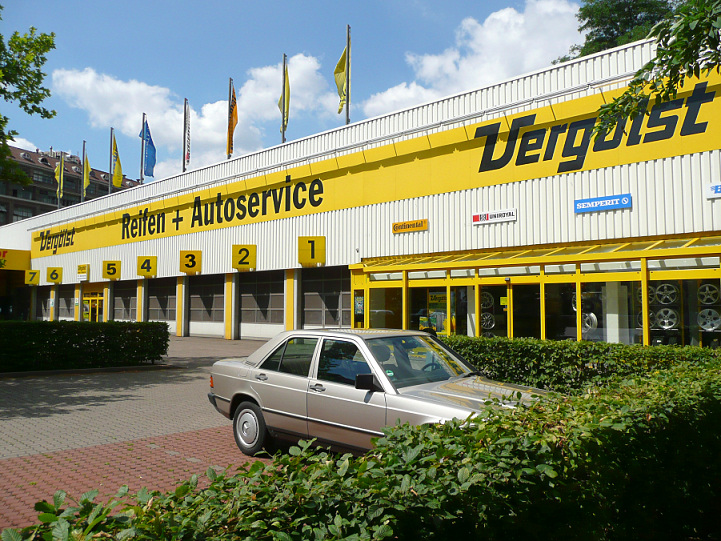
Vergölst in Hannover

1926 wurde das Unternehmen von Hubert Vergölst in Aachen als Vulkaniseurbetrieb für Laufflächenerneuerung von Kraftfahrzeugreifen gegründet. Der Betrieb in Aachen mit Filialen in Belgien wurde im Zweiten Weltkrieg zerstört. Nach Kriegsende wagte Hubert Vergölst in Steinfurth bei Bad Nauheim den Neuanfang und startete 1946 die Produktion runderneuerter Reifen. Der erste dokumentierte Vergölst-Kunde ist die Licher Privatbrauerei.
1948 wandelte Hubert Vergölst das Unternehmen in eine GmbH um, 1949 wurden erste Kontakte zur Continental AG als größtem Lieferanten für Vulkanisationsmaterial geknüpft. 1956 begann der Aufbau einer Vertriebsorganisation von Servicestationen, die erste Vergölst-Werksniederlassung wurde in Frankfurt am Main eröffnet. 1961 übergab Hubert Vergölst die Geschäftsführung an den bisherigen kaufmännischen Leiter Fritz Peters. Zeitgleich übernahm Continental als stiller Teilhaber Anteile am Unternehmen Vergölst. In der Folge wurde die Zahl der Betriebsstätten weiter gesteigert: 1966 waren es bereits 83 Niederlassungen und 35 Generalvertretungen, 1976 146 Fachbetriebe im gesamten Bundesgebiet. 1974 gab Continental die hundertprozentige Beteiligung an Vergölst bekannt.
1977 wurde für die mittlerweile 160 Servicestationen der erste gemeinsame Markenauftritt geschaffen. Einheitliches Auftreten unter der Dachmarke „V-Reifen-Service“ mit einem Comic-Hasen als Werbefigur sollte das Unternehmen als Reifenservicekette weiter bekannt machen. Zur Qualitätssicherung wurde ein Schulungszentrum in Bad Nauheim eröffnet.
1978 startete das Unternehmen mit einem unternehmenseigenen Lkw-Reifen-Pannenservice. Große nationale oder europäische Lkw-Flotten erhalten seitdem rund um die Uhr Pannenhilfe. Nach und nach wurde dieser Service um einen mobilen Service vor Ort beim Kunden erweitert.
Speziell nach der Wiedervereinigung 1990 wuchs das Filialnetz weiter, 1991 waren es bereits 213 Fachbetriebe an 201 Standorten deutschlandweit. Die Dachmarke trug seinerzeit den Namen Vergölst, erweitert um den Zusatz Reifen-Service-Zubehör.
Im Jahr 1996 begannen die Vergölst-Betriebe, ihr Angebot um Werkstattdienstleistungen, insbesondere Reparaturen, zu erweitern. 1999 boten bereits 87 Prozent aller Vergölst-Betriebe diesen Service an.
Die wachsende Anzahl von Franchising-Partnern, die teils unter dem Namen Vergölst und teils unter eigenem Namen firmierten, führte dazu, dass 1996 zur Betreuung dieser Partner die „FranchiseServiceGesellschaft“ (F/S/G) gegründet wurde. Nachdem die F/S/G durch Neuakquisitionen stark gewachsen war, wurde sie 2002 wieder in Vergölst integriert. 1998 teilte sich Vergölst in zwei im Konzern eigenständig agierende Unternehmen, die „Vergölst GmbH“ als Handelskette mit einer Zentrale in Hannover und die „Vergölst Runderneuerungs GmbH & Co. KG“ als Hersteller von runderneuerten Reifen, der bis 2001 am Standort Bad Nauheim verblieb und dann geschlossen wurde. Nach wie vor ist die „Vergölst GmbH“ zu 90 Prozent an der Firma Reifen-Apel (Reifen- und Autoservice und Produktion von runderneuerten Nutzfahrzeugreifen) mit Sitz in Korbach beteiligt.

## Heutige Situation
Vergölst ist heute mit über 450 Betrieben deutschlandweit vertreten, etwa die Hälfte davon sind Partnerbetriebe im Franchise-System. Im Filial- und Franchise-Verbund sind über 2.500 Mitarbeiter beschäftigt. Im Bereich Lkw-Service arbeiten Vergölst und der ADAC seit 1990 eng zusammen. Über 30.000 Mal waren die rund 100 Pannenservice-Mobile im Jahr 2015 als Pannenhelfer für Lkw mit geschädigten Reifen im Einsatz.
Die Bekanntheit der Marke Vergölst liegt laut einer vom Bundesverband Reifenhandel und Vulkaniseur-Handwerk (BRV) beauftragten und vom Marktforschungsinstitut GfK durchgeführten Studie bei über 60 Prozent.